# Chalcedectus sinaiticus
Chalcedectus sinaiticus är en stekelart som först beskrevs av Masi 1936.  Chalcedectus sinaiticus ingår i släktet Chalcedectus och familjen puppglanssteklar. Inga underarter finns listade i Catalogue of Life.